# Anne Killigrew
Anne Killigrew (1660 - 1685) est une poète et peintre anglaise, décrite par ses contemporains comme « une grâce pour la beauté et une muse pour l'esprit ». Née à Londres, elle et sa famille sont actives dans les cercles littéraires et de la Cour. Les poèmes de Killigrew circulent sous forme manuscrite et rassemblés et publiés à titre posthume en 1686 après sa mort de la variole à l'âge de 25 ans. Ils sont réimprimés à plusieurs reprises par des érudits modernes, le plus récemment et de manière approfondie par Margaret Ezell,.
Killigrew reçoit l'éloge de John Dryden dans son poème To The Pious Memory of the Accomplish'd Young Lady Mrs. Anne Killigrew (1686). Dryden loue ses réalisations en poésie et en peinture, et compare ses capacités poétiques à la célèbre poétesse grecque de l'Antiquité, Sappho. Le poème de Dryden fait l'objet d'une analyse critique approfondie et d'un large éventail d'interprétations.
Plusieurs peintures attribuées à Killigrew sont connues. Il s'agit notamment d'un autoportrait au château de Berkeley et d'un portrait de Jacques II d'Angleterre dans la collection royale (exposé en 2019 au château de Hillsborough).

## Jeunesse et inspiration

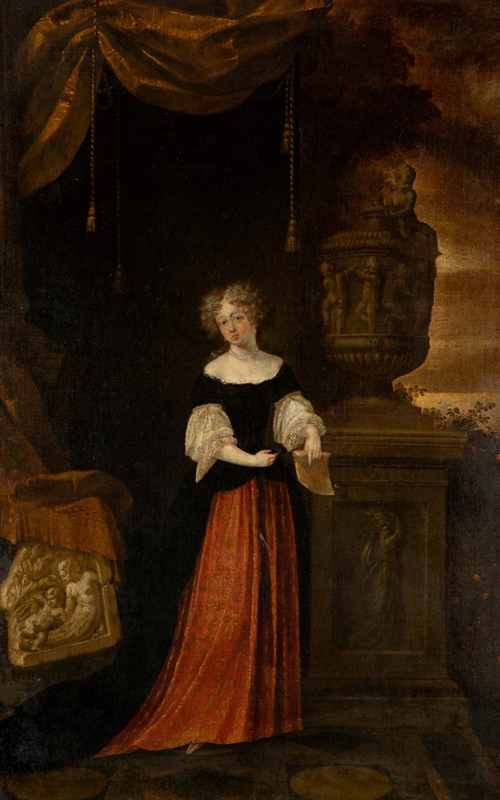
Anne Killigrew, autoportrait, château de Berkeley

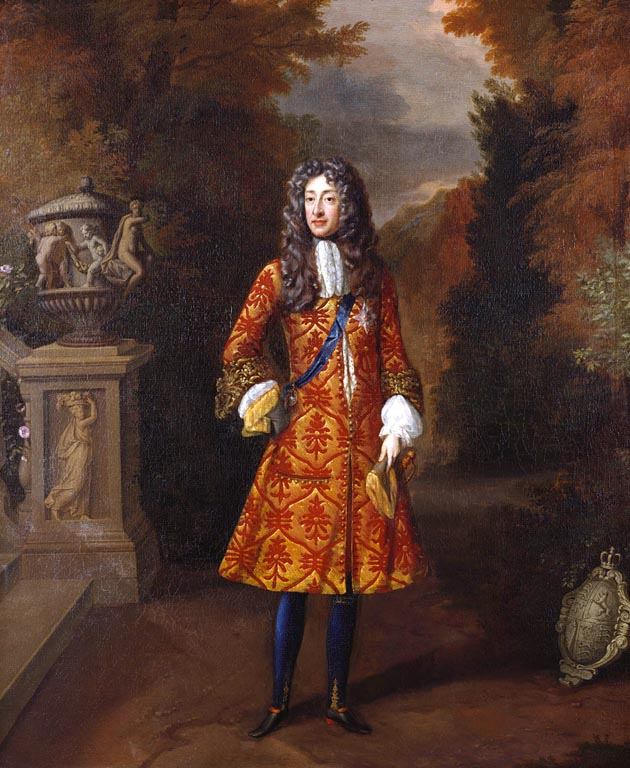
Portrait de Jacques II (1685) par Anne Killigrew

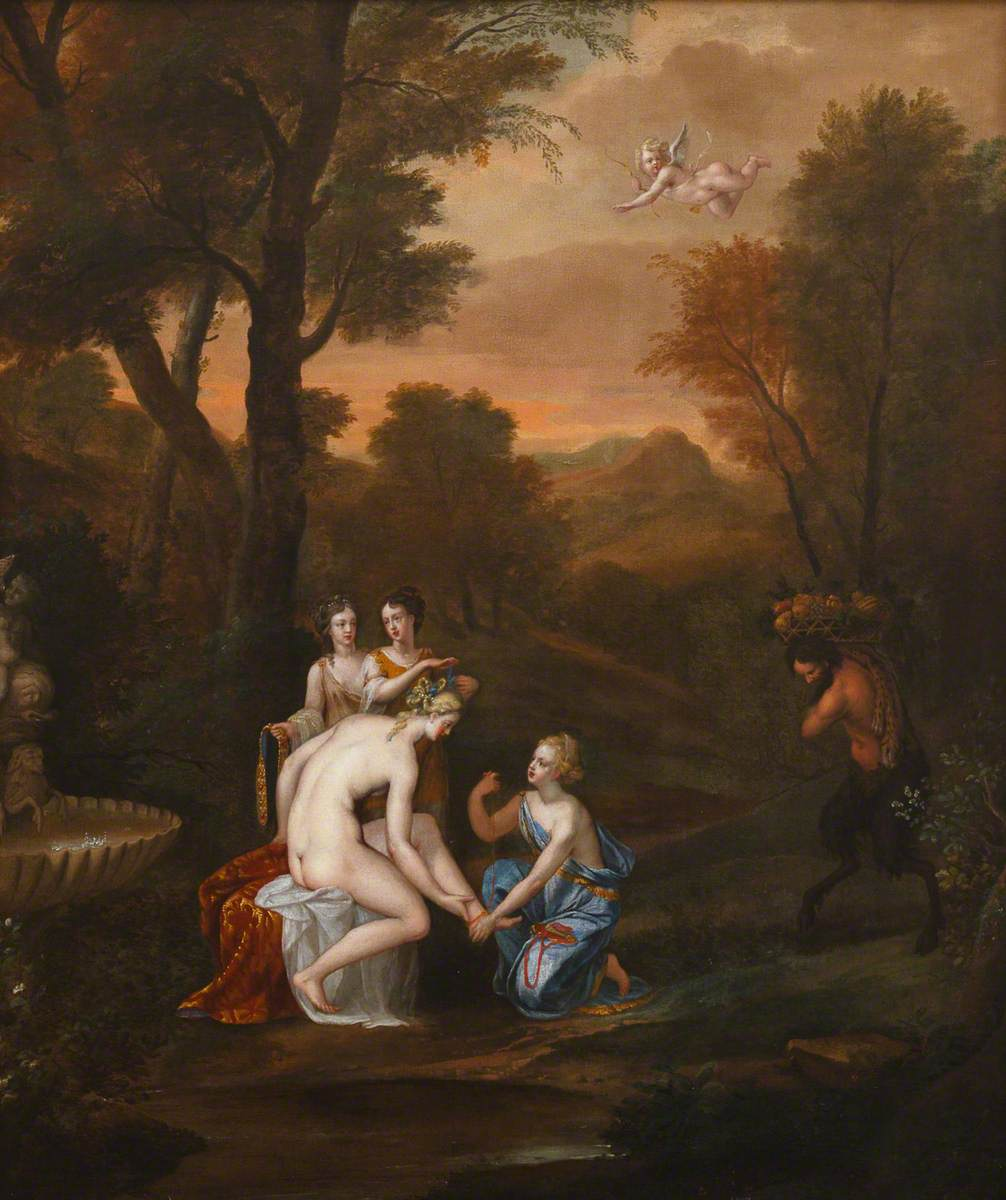
Vénus habillée par les Trois Grâces d'Anne Killigrew

Anne Killigrew est née au début des années 1660, avant la Restauration, à St Martin's Lane à Londres. Sa mère Judith Killigrew est une musicienne talentueuse qui joue du luth et lit Shakespeare. Son père, Henry Killigrew a publié plusieurs sermons et poèmes ainsi qu'une pièce intitulée The Conspiracy. Ses deux oncles paternels sont également des dramaturges publiés. William Killigrew (1606-1695) publie deux recueils de pièces de théâtre. Thomas Killigrew (1612-1683) a non seulement écrit des pièces de théâtre, mais il détient également un brevet royal pour la King's Company et construit le théâtre maintenant connu sous le nom de Drury Lane.
Sa famille, notamment ses oncles William et Thomas, entretient des liens étroits avec la cour Stuart, au service de Charles Ier, de Charles II et de sa reine Catherine de Bragance,,. Son grand-père, Robert Killigrew, est fait chevalier par le roi Jacques Ier en 1603 et nommé vice-chambellan de la reine Henrietta Maria en 1630. Son père Henry Killigrew est aumônier de Charles Ier, ainsi qu'aumônier de Jacques, duc d'York (le futur Jacques II),. Après la Restauration, Henry Killigrew devient maître du Savoy,.
L'une de ses tantes, également nommée Anne Killigrew (1607-1641), est nommée dame d'honneur de la reine Henrietta Maria à partir de 1631 et habilleuse de la reine à partir d'avril 1637. Une autre tante, Elizabeth Boyle, sert comme dame d'honneur de la reine Henrietta Maria et donne une fille illégitime à Charles Ier vers 1651, alors qu'il est encore en exil. La mère d'Anne Killigrew, Judith Killigrew, est une dame d'honneur de la reine Catherine de Bragance, épouse de Charles II. La jeune Anne Killigrew est répertoriée comme l'une des six demoiselles d'honneur de Marie de Modène, duchesse d'York, à partir de 1683.
Anne a deux sœurs aînées, Mary et Elizabeth, qui se marient toutes deux en dehors des cercles de la Cour. Leur père, Henry Killigrew, vit à Wheathampstead, Hertfordshire à partir de 1663. Le 14 août 1665, Mary épouse Nicholas Only, commis à Wheathampstead. Le 8 mai 1673, Elizabeth épouse le révérend John Lambe, qui prend le poste de recteur à Wheathampstead, Henry Killigrew ayant démissionné de son poste. Anne a également deux frères : Henry Killigrew (1652-1712) et James Killigrew (1664-1695). Tous deux rejoignent la Royal Navy et occupent des postes à responsabilité. Henry accède au rang d'amiral et devient membre du conseil d'amirauté.
On sait peu de choses sur l'éducation d'Anne, mais elle reçoit une formation en poésie et en peinture et est encouragée à poursuivre ses talents créatifs, des options inhabituelles pour les femmes au XVIIe siècle. Les thèmes et les détails de sa poésie et de sa peinture indiquent qu'elle connait bien la Bible, la mythologie romaine et grecque et la philosophie.
L'inspiration pour la poésie de Killigrew vient d'autres poètes féminines qui vivent pendant la période de la Restauration : Katherine Philips et Anne Finch (également proche de Marie de Modène en même temps que Killigrew). Marie de Modène encourage la tradition française des précieuses (intellectuelles patriciennes) et soutient la participation des femmes au théâtre, à la littérature et à la musique. Résidant à la cour, Killigrew fait quotidiennement partie d'un milieu d'inspiration féministe poétique ; elle est en compagnie de femmes fortes et intelligentes qui encouragent sa carrière d'écrivain autant que la leur.
Il n’est pas rare que des poètes, notamment des femmes, ne voient pas leur œuvre publiée de leur vivant. Avant sa mort, les poèmes d'Anne Killigrew circulent sous forme manuscrite à travers des réseaux sélectionnés de « paternité sociale », dans lesquels les participants sont souvent identifiés par des pseudonymes. Certains des poèmes de Killigrew, comme « À mon seigneur Colrane », sont des vers élogieux écrits selon « les conventions de compliment et d'échange courtois »,. Comme Killigrew est décédée à l'âge de 25 ans, elle n'a pu produire qu'un petit nombre de poésies. Comparé à Philips, Finch et d’autres, Killigrew est l’une des premières écrivaines en développement. Ses contemporains ont eu encore de nombreuses années pour développer leur voix et affiner et peaufiner leurs œuvres.
Peu de temps après la mort de Killigrew, un petit recueil de trente-trois poèmes est publié par son père en guise de mémorial. Il est suggéré dans le texte que les trois derniers poèmes auraient simplement pu être trouvés parmi ses papiers et non écrits par elle. D'autres ont fait valoir qu'ils étaient stylistiquement cohérents avec ses œuvres. Avant 2009, aucun de ses poèmes n’était connu sous forme manuscrite ; puis un petit nombre a été trouvé parmi les papiers de la famille de John Evelyn à la British Library,.

## Poète et peintre
Anne Killigrew excelle dans de multiples supports, ce qui est souligné par le poète contemporain, mentor et ami de la famille, John Dryden, dans son ode de dédicace à son égard. Il l'appelle « la Jeune Dame accomplie Mme Anne Killigrew, excellente dans les deux arts sœurs de la Poësie et de la Peinture ». En effet, Dryden utilise les réalisations de Killigrew dans les deux arts frères comme élément organisateur majeur de son Ode,.
Les chercheurs pensent que Killigrew a peint un total de 15 tableaux. Ses poèmes et ses peintures mettent l'accent sur les femmes et la nature, et nombre de ses peintures présentent des images bibliques et mythologiques. Plusieurs de ses poèmes font référence à ses propres peintures, notamment « Saint Jean-Baptiste peint par elle-même dans le désert, avec des anges lui apparaissant et un agneau à ses côtés », « HÉRODIAS, fille présentant à sa mère la tête de Saint-Jean, également peinte par elle-même », et « Sur un tableau peint par elle-même, représentant deux Nimphes de Diane, l'une dans une posture de chasse, l'autre en train de se baigner ». Une liste de peintures, publiée pour la vente de l'amiral Killigrew en 1727, comprend « Vénus et Adonis » ; « Satyre jouant de la flûte » ; « Judith et Holiferness » ; « Tête de femme » ; et "Vénus vêtue des Grâces".
Killigrew est douée pour les portraits. James Winn suggère que les visages des Grâces dans « Vénus habillée par les Grâces » ressemblent à ceux des portraits connus d'Anne Finch, Marie de Modène et Anne Killigrew. Aujourd’hui, seulement quatre de ses tableaux subsistent. Ils comprennent un autoportrait et un portrait de James, duc d'York.

## Réception critique

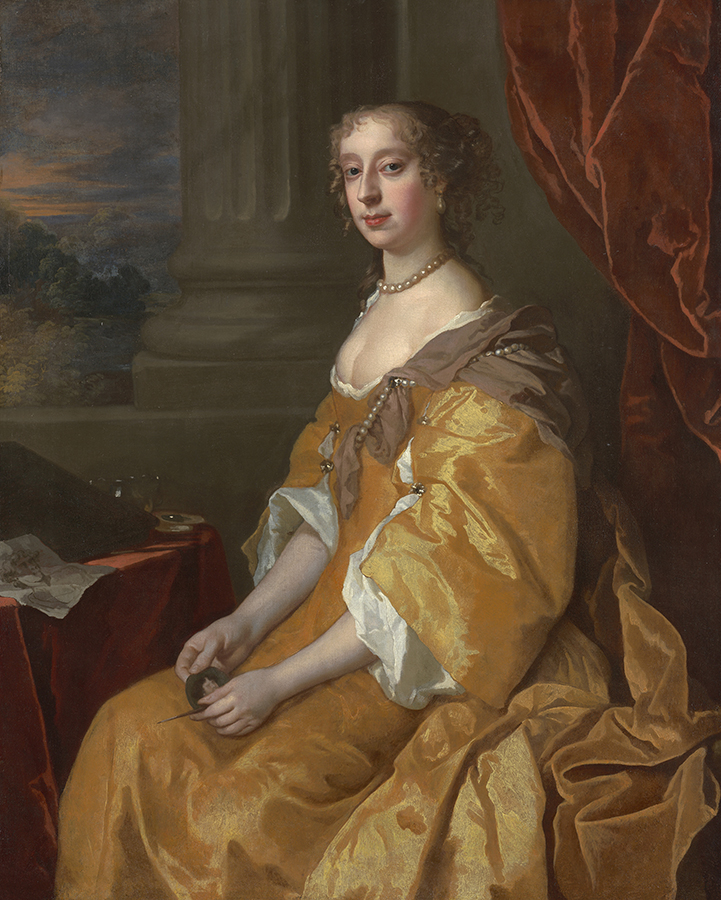
Portrait supposé être Anne Killigrew, par Peter Lely

### Contemporains
La célèbre ode exaltée de John Dryden fait l'éloge de Killigrew pour sa beauté, sa vertu et son talent littéraire et artistique. Dryden est l'un des nombreux contemporains qui ont écrit l'éloge de Killigrew après sa mort, et le recueil posthume de son œuvre publié en 1686 comprend des poèmes supplémentaires louant son mérite littéraire, sa piété irréprochable et son charme personnel. La vertu et le talent poétique de Killigrew sont également soulignés dans les poèmes de ses contemporains John Chatwin et Edmund Wodehouse,,,.
Samuel Johnson considère l'ode de Dryden comme « la plus noble que notre langue ait produite ». Horace Walpole est moins enthousiaste, décrivant l'ode de Dryden comme « une hyperbole harmonieuse ». Anthony Wood, dans son essai de 1721, défend les éloges de Dryden à l'égard de Killigrew, confirmant que Killigrew « était égal, sinon supérieur » à tous les compliments qui lui sont prodigués. De plus, Wood affirme que les poèmes de Killigrew ont dû être bien reçus à son époque, sinon « son père ne les aurait jamais laissé passer sous la presse » après sa mort.

### Critiques modernes de l'Ode de Dryden
L'évaluation la plus connue de l'œuvre de Killigrew, l'ode de Dryden, fait l'objet d'une analyse littéraire bien plus approfondie que le propre travail de Killigrew. Les critiques ont tendance à affirmer que les éloges de Dryden sont excessifs. Ils soutiennent diversement que l'ode de Dryden devrait être lue comme un exercice formel, illustrant la sensibilité augustéenne comme de l'ironie, comme une mise en avant de la poésie plutôt que d'une personne ou comme une allégorie politique.
En termes de structure, l'ode de Dryden suit les formes d'une élégie en plus d'être une ode. Daly soutient que l'ode de Dryden devrait également être lue structurellement comme un dialogue implicite avec des parallèles avec un procès de canonisation. Dans une telle structure, l'auteur est capable de soulever puis de répondre à d'éventuelles objections à son apothéose d'Anne Killigrew. Dans cette lecture, l’opposition d’idées que d’autres ont interprétées comme ironiques devient une progression compréhensible au sein d’un argument. Ann Messenger considère le cas de Daly comme « bien argumenté ».

### Critiques de la poésie de Killigrew
L'œuvre de Killigrew comprend des poèmes religieux et pastoraux, ainsi que des hommages aux membres des cercles familiaux et de la Cour, et des poèmes intensément personnels,,. On ne sait pas qui a organisé leur publication, mais l'ordre peut être quelque peu chronologique. Les poèmes sont également regroupés par genre poétique, ce qui montre leur variété et la polyvalence de Killigrew en tant que poète. Le premier des poèmes de Killigrew est une épopée inachevée, dans laquelle Alexandre est défié par les Amazones. Les épigrammes sont regroupées, tout comme les pastorales, les poèmes philosophiques, les poèmes faisant référence à ses propres peintures et d'autres poèmes personnels. Des poèmes occasionnels apparaissent partout. "L'arrangement de ses vers renforce donc l'impression qu'elle se considérait... comme une poète débutante sérieuse, explorant toutes les facettes de son métier." .
Ceux qui reprochent à Killigrew de se concentrer sur des sujets conventionnels, tels que la mort, l’amour et la condition humaine, ignorent les conventions sociales de son époque. « Les femmes ne pouvaient pas parler avec la voix d'un barde, d'un théologien, d'un érudit ou d'un amant courtois » mais sont largement limitées aux « tons de la vie privée ». Comme Katherine Philips et Anne Finch, Killigrew écrit généralement comme pour un public privé, sur des thèmes privés. Cette stratégie a souvent été adoptée même lorsque le sujet sous-jacent avait des implications pour le public et pour la politique.

## Une mort prématurée

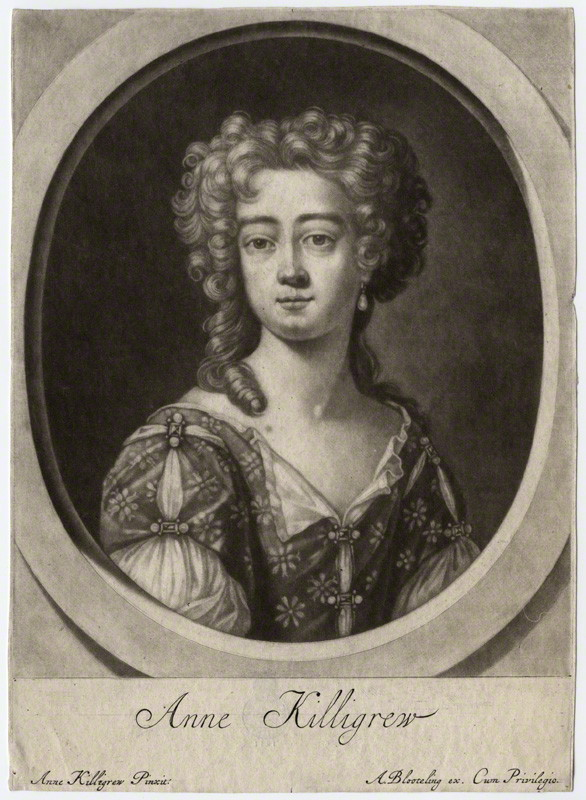
Mezzotinte d'Anne Killigrew, d'après un autoportrait qu'elle avait peint.

Killigrew est morte de la variole en 1685, alors qu'elle n'a que 25 ans. Elle est enterrée dans le chœur de la chapelle Savoy (dédiée à Jean le Baptiste) le 15 juin 1685. Un monument est construit en son honneur, mais détruit plus tard par un incendie. Sa mère, Judith Killigrew, y est également enterrée, le 2 février 1683.

## Publications
- Anne Killigrew, Poems, London, Printed for Samuel Lowndes, 1686
- Anne Killigrew, Poems (1686). A facsimile reproduction with an introduction, Gainesville, Fla., Scholars' Facsimiles & Reprints, 1967
- Anne Killigrew, Anne Killigrew / selected and introduced, Aldershot, England; Burlington, VT, Ashgate, 2003
- Anne Killigrew, "My rare wit killing sin": poems of a Restoration courtier, Toronto, Centre for Reformation and Renaissance Studies, 2013 (lire en ligne)